# Лебрехт фон Анхалт-Бернбург-Шаумбург-Хойм
Лебрехт фон Анхалт-Бернбург-Шаумбург-Хойм (на немски: Lebrecht von Anhalt-Bernburg-Schaumburg-Hoym; * 28 юни 1669 в Бернбург; † 17 май 1727 в Бад Емс) от династията Аскани е първият княз на Анхалт-Бернбург-Шаумбург-Хойм (1718 – 1727).
Той е вторият син на княз Виктор I Амадей фон Анхалт-Бернбург (1634 – 1718) и съпругата му пфалцграфиня Елизабет фон Пфалц-Цвайбрюкен (1642 – 1677), най-възрастната дъщеря на пфалцграф и херцог Фридрих фон Пфалц-Цвайбрюкен (1616 – 1661) и съпругата му Анна Юлиана фон Насау-Саарбрюкен (1617 – 1667).
От 1688 г. Лебрехт е на императорска служба и по-късно във войската в Хесен. Той се бие в Унгария и на Рейн.
След смъртта на баща 1718 г. му Лебрехт получава Хойм и част от Анхалт-Цайц. През 1718 – 1727 г. той е с титлата фон Анхалт-Цайц-Хойм. Лебрехт получава Холцаппел и Шаумбург от тъста си княз Адолф фон Насау-Диленбург-Шаумбург и основава линията Анхалт-Бернбург-Шаумбург-Хойм на династията Аскани. По-големият му брат е княз Карл Фридрих фон Анхалт-Бернбург (1668 – 1721), с когото има военни конфликти.
Той умира на 17 май 1727 г. на 57 години в Бад Емс.

## Фамилия
Лебрехт се жени на 12 април 1692 г. в дворец Шаумбург на Лан за принцеса Елизабет Шарлота фон Насау-Диленбург-Шаумбург (* 25 септември 1672; † 31 януари 1700), най-малката дъщеря на княз Адолф фон Насау-Диленбург-Шаумбург (1629 – 1676) и графиня Елизабет Шарлота Меландер фон Холцапфел (1640 – 1707). Двамата основават страничната линия Анхалт-Бернбург-Шаумбург-Хойм. Те имат децата:
- Виктор I Амадей Адолф (1693 – 1772), княз на Анхалт-Бернбург-Шаумбург-Хойм

∞ I. 1714 г. за графиня Шарлота Луиза фон Изенбург-Бюдинген-Бирщайн (1680 – 1739)
∞ II. 1740 г. за графиня Хедвиг София Хенкел фон Донерсмарк (1717 – 1795)
- Фридрих Вилхелм (1695 – 1712), убит при Денен
- Елизабет Шарлота (1696 – 1754)
- Христиан (1698 – 1720), убит при Палермо
- Виктория Хедвиг (1700 – 1701)
- Виктория София ((*/† 1704)

Лебрехт се жени втори път на 27 юни 1702 г. в Граве за фрайин Еберхардина Якоба Вилхелмина ван Вееде, която е издигната на имперска графиня (* 9 юни 1682; † 13 февруари 1724), дъщеря на фрайхер Йоханес Йорге ван Вееде и Маргарета фон Раезфелд. Те имат децата:
- Шарлота Вилхелмина (1704 – 1766)

∞ 1724 г. за ландграф Вилхелм фон Хесен-Филипстал-Бархфелд (1692 – 1761)
- Йоханес Йорге (1705 – 1707)
- Йозеф Карл (1706 – 1737)
- София Христина Еберхардина (1710 – 1784)

∞ 1728 г. за принц Христиан фон Шварцбург-Зондерсхаузен-Нойщат (1700 – 1749)
- Виктор Лебрехт (1711 – 1737)

Лебрехт се жени трети път на 14 септември 1725 г. в Дом Цайц за София Сибила фон Ингерслебен (* 1684; † 31 март 1726), дъщеря на Йобст Адам фон Ингерслебен. Бракът е бездетен.